# マナサスギャップ鉄道
マナサスギャップ鉄道（Manassas Gap Railroad、MGRR）は、かって存在したアメリカ合衆国の鉄道事業者である。シェナンドー渓谷のマウント・ジャクソン（Mount Jackson）とオレンジ・アンド・アレクサンドリア鉄道のマナサス・ジャンクション（現在のマナサス）を結んでいた。1850年にバージニア議会（Virginia General Assembly）により建設が承認され、南北戦争初期のボルチモア・アンド・オハイオ鉄道襲撃や、南軍兵士の輸送に大きな役割を果たした。

## 設立及び初期の歴史
バージニア州政府からの資金援助を受け、路線建設は1851年にプリンスウィリアム郡にあるオレンジ・アンド・アレクサンドリア鉄道のチューダーホール（Tudor Hall）（鉄道完成後、チューダーホールはマナサス・ジャンクションと呼ばれるようになる）から西に向かって開始され、ブルーリッジ山脈のマナサスギャップ（Manassas Gap、標高887フィートの峠）を通過してシェナンドー渓谷へと延びていった。ストラスバーグ（Strasburg）までの61マイルは1854年に完成し、終点のシェナンドー郡マウント・ジャクソン（Mount Jackson）までは1859年に完成した。
当初の計画では、ラウドン郡を通過して、ハーパーズ・フェリーでボルチモア・アンド・オハイオ鉄道に連絡する支線も含まれていたが、資金難と南北戦争の勃発により実現しなかった。
1854年からは、ゲインズヴィル（Gainesville）からアレクサンドリアまでの35マイルの地ならしも行われたが、資金難と南北戦争のためレールの敷設は行われなかった。この区間はオレンジ・アンド・アレクサンドリア鉄道の路線を利用し、マナサスギャップ鉄道はその使用料を払っていたが、これと並行して走る「独立線」を敷設して使用料を不要にすることを目的としたものである。後にオレンジ・アンド・アレクサンドリア鉄度とマナサスギャップ鉄道が合併したために、不要となった。現在でも、この廃棄された鉄道の跡がフェアファックス郡のところどころに残っている。
マナサスギャップ鉄道は4フィート8インチ1/2（1,435 mm）の標準軌を使用しており、路線のうち38マイル (61 km)は重量60ポンド/ヤードの平底レールが、52マイル (84 km)にはやや軽い重量52ポンド/ヤードの平底レールが使用された。全長90マイル、20駅の路線で、9両の蒸気機関車と325両の客車・貨車が運用された。
| Station                               | Distance          |
| ------------------------------------- | ----------------- |
| マナサス・ジャンクション              | 0マイル (0 km)    |
| ゲインズヴィル（Gainesville）         | 8マイル (13 km)   |
| サーロフェアー（Thoroughfare          | 14マイル (23 km)  |
| ブロードラン（Broad Run）             | 17マイル (27 km)  |
| ザ・プレインズ（The Plains）          | 20マイル (32 km)  |
| レクター・タウン（Rectortown）        | 30マイル (48 km)  |
| ピードモント（現Delaplane）           | 34マイル (55 km)  |
| マーカム（Markham）                   | 38マイル (61 km)  |
| リンデン（Linden）                    | 43マイル (69 km)  |
| ハッピー・クリーク（Happy Creek）     | ? miles           |
| フロント・ロイヤル（Front Royal）     | 51マイル (82 km)  |
| リバートン（Riverton）                | ? miles           |
| バックトン（Buckton）                 | 56マイル (90 km)  |
| ウォーターリック（Waterlick）         | ? miles           |
| ストラスバーグ（Strasburg）           | 61マイル (98 km)  |
| トムスブルック（Toms Brook）          | 68マイル (109 km) |
| ウッドストック（Woodstock）           | 75マイル (121 km) |
| エディンバーグ（Edinburg）            | 81マイル (130 km) |
| マウント・ジャクソン（Mount Jackson） | 87マイル (140 km) |

### 南北戦争
1861年に南北戦争が勃発すると鉄道建設は中止され、両軍の衝突により鉄道の大半は破壊された。

#### 1861年
マナサスギャップ鉄道はストーンウォール・ジャクソン（当時大佐）のボルチモア・アンド・オハイオ鉄道襲撃（Great Train Raid of 1861）において重要な役割を果たした。このときボルチモア・アンド・オハイオ鉄道の機関車67両、客車・貨車386両が鹵獲あるいは破壊され、うち機関車19両と客車・貨車少なくとも60両が南軍側の鉄道に移送されている。鹵獲した機関車の中で、ウィンチェスター・アンド・ポトマック鉄道（Winchester and Potomac Railroad）の薄いレール（16.5ポンド/ヤード）でも使用可能と思われる比較的軽量の4両が選ばれ、直ちにウィンチェスターに送られ、近くのコリアー砦（Fort Collier）で解体して特殊な台車と馬車をとりつけ、40頭の馬でマナサスギャップ鉄道のストラスバーグ駅まで運ばれた。最終的には、鹵獲した機関車、客車・貨車のほとんどがマナサスギャップ鉄道で使用された。
1861年の夏、マナサスギャップ鉄道は、戦闘のための軍隊移動に使われた最初の鉄道となった。ジョセフ・ジョンストン（当時准将）のシェナンドー軍は、ウィンチェスターからアシュビーギャップ（Ashby Gap）を越えてピードモントまで25マイルを徒歩で行軍し、そこから34マイル先のマナサス・ジャンクションまで列車で移動して第一次ブルランの戦いに参加し、南軍勝利の一因となった。

#### 1862年
南軍が鹵獲したボルチモア・アンド・オハイオ鉄道のレールおよび資材は、ウィンチェスター・アンド・ポトマック鉄道を利用してウィンチェスターに運ばれそこに保管されていたが、1862年の初頭、そのほとんどがセンターヴィル軍用鉄道建設を始めとする南軍の鉄道に使用された。シェナンドー渓谷からの物資はマナサスギャップ鉄道を利用してマナサス・ジャンクションに運ばれ、さらにセンターヴィル軍用鉄道でジョンストン大将の本営があるセンターヴィル（Centreville）まで運ばれた。
その後南軍がリッチモンド防衛のために南進したため、春先にはマナサスギャップ鉄道の西側とウィンチェスター・アンド・ポトマック鉄道は北軍の手に堕ち、ジョージ・マクレラン少将の作戦計画に利用されることとなった。マクレランはマナサスギャップ鉄道とウィンチェスター・アンド・ポトマック鉄道を連結し、首都ワシントンからボルチモア・アンド・オハイオ鉄道、ウィンチェスター・アンド・ポトマック鉄道、新連結線、マナサスギャップ鉄道、オレンジ・アンド・アレクサンドリア鉄道とつながる「鉄道の輪」を構築する計画だった。
ストーンウォール・ジャクソンのバレー方面作戦の一環として、1862年5月23日、ターナー・アシュビー大佐のバージニア第7騎兵連隊（7th Virginia Cavalry）はストラスバーグからのレールを引き剥がし、トーマス・マンフォード（Thomas T. Munford）大佐のバージニア第2騎兵連隊（2nd Virginia Cavalry）は、さらに東のサラフェア渓谷（Thoroughfare Gap）で、線路や橋を破壊した。

### 戦後
1865年に戦争が終わると、ボルチモア・アンド・オハイオ鉄道がオレンジ・アンド・アレクサンドリア鉄道の管理権を握り、さらに1867年にはマナサスギャップ鉄道も管理下においた。両社は合併しオレンジ・アレクサンドリア・アンド・マナサス鉄道（Orange, Alexandria and Manassas Railroad）が誕生した。損傷を受けた部分は修復され1868年にはシェナンドー渓谷の未完成部分、マウント・ジャクソンからハリソンバーグまでの延長工事も再開された。
ボルチモア・アンド・オハイオ鉄道はウィンチェスター・アンド・ポトマック鉄道も傘下におさめ、その分岐点であるハーパーズフェリーからウィンチェスターを自社線とし、さらにはストラスバーグ、ハリソンバーグと南下する路線を建設し、最終的にはレキシントンにまで達した。
当初の予定では、さらにセイラムまで延長してバージニア・アンド・テネシー鉄道（Virginia and Tennessee Railroad）と連絡することとなっていた。バージニア・アンド・テネシー鉄道は、1870年にはウィリアム・マホーンのアトランティック・ミシシッピ・アンド・オハイオ鉄道（Atlantic, Mississippi and Ohio Railroad）の一部となっており、バージニア南部でノーフォークからブリストルまで、およそ400マイル (640 km)の路線を持っていた。しかし、経営不振からアトランティック・ミシシッピ・アンド・オハイオ鉄道は1870年代中ごろから破産管財人の管理下に置かれ、1881年にフィラデルフィアに本社をおく投資会社に買収された。この会社はシェナンドー渓谷鉄道（Shenandoah Valley Railroad）というバルチモア・アンド・オハイオ鉄道の並行線を有する競合会社であった。このため、バルチモア・アンド・オハイオ鉄道のセイラムまでの延長という計画は非現実的なものとなった。
アトランティック・ミシシッピ・アンド・オハイオ鉄道は、買収後にノーフォーク・アンド・ウェスタン鉄道と改称されたが、セイラムから北東に数マイル離れた小さな信号停車場であるビッグ・リックをシェナンドー渓谷鉄道との連結点とした。後に、この連結点は鉄道都市であるロアノークへと発展していった。

## 現在
1896年、元のマナサスギャップ鉄道のほとんどの部分がサザン鉄道の一部となり、さらに現在はノーフォーク・サザン鉄道の重要な一部となっている。

## 参考資料
- Black, Robert C. The Railroads of the Confederacy.  The University of North Carolina Press, originally 1952.
- Johnston II, Angus James, Virginia Railroads in the Civil War, University of North Carolina Press for the Virginia Historical Society, 1961.
- Shriver, Ernest, Stealing Railroad Engines, from Tales from McClure's War: Being True Stories of Camp and Battlefield, New York, Doubleday & McClure Co., 1898.